# Gunungiella paruh
Gunungiella paruh är en nattsländeart som beskrevs av Huisman 1993. Gunungiella paruh ingår i släktet Gunungiella och familjen stengömmenattsländor. Inga underarter finns listade i Catalogue of Life.